# 大岩賞介
大岩 賞介（おおいわ しょうすけ、1945年10月17日 - ）は、萩本企画所属の放送作家。東京都出身。

## 来歴・人物
サラリーマン時代に、当時の放送作家界の大御所・はかま満緒を紹介されて師事する。はかまから萩本欽一を紹介されて座付き作家となり、作家集団である「パジャマ党」の一員として萩本を支えた。
『欽ちゃんのドンといってみよう！』（ニッポン放送）では構成だけでなく「笑い屋」としてスタジオに入り、独特の「フォッフォッフォ」という笑い声で番組を盛り上げた。
『オレたちひょうきん族』（フジテレビ）で明石家さんまと出会い、価値観や笑いの方向性が一致し意気投合、さんまから絶大な信頼を得て、さんまの番組には欠かせない存在となる。テレビだけでなく、さんま主宰の毎年恒例の舞台公演『明石家さんまプロデュース 今回もコントだけ』の構成・演出も手掛けている。大岩が構成する番組はどれもがヒットしており大御所作家になってからも笑いのセンスが落ちておらず様々な人が大岩に構成作家としてオファーをかけている。
新人時代の小堺一機と関根勤の二人の即興コントを見てコンビ結成を勧めた。すぐに二人は地下に潜り毎週舞台でネタを作り場数を踏み地道に活動したことで萩本に認められ「欽どこ！」に出演。大岩の一言が「コサキン」誕生につながる大きな転機になった。
1992年に放送されたテレビドラマ『ずっとあなたが好きだった』（TBS）で布施博が演じた美和の昔の恋人の役名（大岩洋介）は、大岩の後輩作家である君塚良一が大岩をモデルに名付けたものである。ちなみに佐野史郎が演じた「桂田冬彦」はこのドラマのプロデューサーだった貴島誠一郎が、知人であった電通の桂田光喜局長（肩書は当時。後の電通副社長）と彼の上司の田代冬彦から命名したものである。（→詳細は『ずっとあなたが好きだった』を参照）

## 現在の担当番組

### 日本テレビ系
- 踊る!さんま御殿!!
- 世界まる見え!テレビ特捜部
- 1億人の大質問!?笑ってコラえて!

### 中京テレビ
- 太田上田

### フジテレビ系
- さんま・中居の今夜も眠れない
- 明石家サンタの史上最大のクリスマスプレゼントショー

## 過去の担当番組

### 日本テレビ系
- シャボン玉ホリデー
- コント55号のなんでそうなるの?
- 欽ちゃんの仮装大賞
- 巨泉のこんなモノいらない!?
- 知ってるつもり?!
- 日曜9時は遊び座です
- 欽きらリン530
- さんま・一機のイッチョカミでやんす
- 恋のから騒ぎ
- 発明将軍ダウンタウン
- 特命リサーチ200X
- ひらめ筋GOLD
- 世界一受けたい授業
- お笑いマンガ道場（中京テレビ制作）
- スーパークイズスペシャル
- さんま・所のオシャベリの殿堂
- たけし＆さんまの世紀末特別番組・世界超偉人伝説!!
- ダウンタウンの裏番組をブッ飛ばせ!!
- さんま&SMAP!美女と野獣のクリスマススペシャル
- さんま&所の大河バラエティ!超近現代史!人間は相変わらずアホか!?
- さんま岡村の日本人なら選びたくなる二択ベスト50!SP!

以下の3番組は日本テレビ開局55周年記念番組
- 明石家さんまに聞きたかったのはそういうコトだったのねスペシャル
- タモリ教授のハテナの殿堂?
- ビートたけしの今まで見たことないテレビ

### TBSテレビ系
- ぴったし カン・カン
- ピンキーパンチ大逆転
- パリンコ学園No.1
- 笑ってポン!
- 欽ちゃんの週刊欽曜日
- ドキド欽ちゃんスピリッツ!!
- わいわいスポーツ塾
- ギミア・ぶれいく
- さんまのSUPERからくりTV
- Toki-kin急行 好きだよ!好きやねん
- 明石家さんちゃんねる

### フジテレビ系
- 欽ドン!シリーズ
- 笑ってる場合ですよ!
- オレたちひょうきん族
- さんま大先生シリーズ
  - あっぱれさんま大先生
  - やっぱりさんま大先生
  - さんま大先生が行く!
- さんまnoひろバァー
- 明石家マンション物語
- 明石家ウケんねん物語
- お台場明石城
- THE MANZAI
- 心はロンリー気持ちは「…」
- タモリ・たけし・さんまBIG3 世紀のゴルフマッチ
- たけし・さんまの有名人の集まる店
- さんま・玉緒・美代子のいきあたりばったり珍道中

### テレビ朝日系
- 欽ちゃんのどこまでやるの!?
- とれんでぃ9

### BSジャパン
- 小林麻耶の本に会いたい（企画）